# Komparu Zenchiku
Komparu Zenchiku (jap. 金春 禅竹, * 1405; † um 1470), wirklicher Name: Shichirō Ujinobu (七郎 氏信), war ein japanischer Nō-Schauspieler und Dramatiker.

## Leben und Wirken
Komparu Zenchiku, Enkel des Schauspielers Komparu gon no Kami, war ein Schüler von Zeami Motokiyo und vermutlich auch dessen Schwiegersohn. Er verband zen-buddhistisches Gedankengut mit dem Nō-Schauspiel und gründete eine eigene Schauspielschule, die von seinem Enkel Komparu Zempō und dessen Nachkommen fortgeführt wurde.
Neben Nō-Schauspielen verfasste Konparu mehrere theoretische Schriften, darunter Rokurin ichiro no ki (六輪一露之記, wörtlich: „Aufzeichnung der sechs Kreise und eines Tautropfens“), das Generationen von Gelehrten zu immer neuen Interpretationen anregte.